# Sphaerobasidium
Sphaerobasidium är ett släkte av svampar. Enligt Catalogue of Life ingår Sphaerobasidium i familjen Hydnodontaceae, ordningen Trechisporales, klassen Agaricomycetes, divisionen basidiesvampar och riket svampar, men enligt Dyntaxa är tillhörigheten istället familjen Sistotremataceae, ordningen Polyporales, klassen Agaricomycetes, divisionen basidiesvampar och riket svampar.
|                 | Tubulicium |
|                 | |
|                 | Trechispora |
|                 | |
|                 | Litschauerella |
|                 | |
|                 | Hydnodon |
|                 | |
|                 | Brevicellicium |
|                 | |
| Sphaerobasidium | \| \| Sphaerobasidium minutum \| \| \| \| \| \| Sphaerobasidium subinvisibile \| \| \| \| \| \| Sphaerobasidium gloeocystidiatum \| \| \| \| |
|                 | \| \| Sphaerobasidium minutum \| \| \| \| \| \| Sphaerobasidium subinvisibile \| \| \| \| \| \| Sphaerobasidium gloeocystidiatum \| \| \| \| |
|                 | Sistotremella |
|                 | |
|                 | Sistotremastrum |
|                 | |
|                 | Fibrodontia |
|                 | |
|                 | Subulicystidium |
|                 | |
|                 | Luellia |
|                 | |
|                 | Dextrinocystis |
|                 | |
|                 | Cristelloporia |
|                 | |
|                 | Dextrinodontia |
|                 | |
|                 | Sphaerobasidium minutum |
|                 | |
|                 | Sphaerobasidium subinvisibile |
|                 | |
|                 | Sphaerobasidium gloeocystidiatum |
|                 | |

|  | Sphaerobasidium minutum          |
|  |                                  |
|  | Sphaerobasidium subinvisibile    |
|  |                                  |
|  | Sphaerobasidium gloeocystidiatum |
|  |                                  |